# Veronica koelzii
Veronica koelzii är en grobladsväxtart som beskrevs av Francis Whittier Pennell. Veronica koelzii ingår i släktet veronikor, och familjen grobladsväxter. Inga underarter finns listade i Catalogue of Life.